# Vili, a veréb
A Vili, a veréb 1989-ben bemutatott magyar rajzfilm, amely egy verébbé változott kisfiú megjavulásának történetét beszéli el, számos dalbetéttel tarkítva. Az animációs játékfilm rendezője Gémes József, producere Sárosi István. A forgatókönyvet Nepp József írta, a zenéjét Pethő Zsolt szerezte. 
A mozifilm a Pannónia Filmstúdió gyártásában készült, a Budapest Film és a Hajdú Film forgalmazásában jelent meg. Műfaja zenés fantasy kalandfilm. Magyarországon 1989. március 30-án mutatták be a mozikban.

## Cselekmény
A budapesti Klauzál téren lakó Paraj Vilmos rossz gyerek. Nem elég, hogy betegséget színlelve otthon marad, amikor matematikadolgozat fenyegeti, de unalmában Cili macskára vadászik vízipisztollyal, sőt nem restell a park verebei közé lőni légpuskájával. Vesztére észreveszi őt a madarakat etető idős hölgy, akiről – miután észrevétlenül betoppant Vili szobájába – kiderül, hogy ő Verbéna, a verebek tündére. Büntetésül jó kisfiúvá változtatja Vilit mágikus spray-flakonjával, majd elragadja a hév, és átváltoztatás-bemutatóba kezd. Sajnos épp akkor fogy ki a flakon, amikor Vili már verébbé változott.
Amikor a tündér elsiet, hogy újratöltse a spray-t, megjelenik Cili cica, aki meg akarja enni hajdan vele annyit gonoszkodó, mostanra kiszolgáltatottá vált gazdiját tudva, hogy Vili az. Ez nem sikerül neki, Vili azonban kipottyan az ablakból, és a Klauzál tér egyik fáján landol. Itt találkozik két „fajtársával”, Spagyival és alvezérével, Csuressel, akik segítségül hívják hozzá az idős verebet, Cipúrt (vagy Cip urat). Ő már sok lemaradt fiókát tanított meg repülni, Vili pedig jó diák, ám Cili folyton a nyomában van. Cipúr is különleges veréb: minden érdekli, amit az emberek tudnak, főleg olvasni szeretne megtanulni, így tanítványa egyúttal az ő tanítója is lesz.
Harmadnapra Vili már olyan jól repül, hogy amikor Cipúr elmegy otthonról élelmet szerezni, a szálldosás mámorától megrészegülten elkeveredik az öreg veréb fészkétől. Szerencséjére összeakad Spagyiékkal, akik időközben népesebb csapatot verbuváltak maguknak. A verebek a Lómezőre (a 2004-ben bezárt Kerepesi úti Ügetőre) mennek, ami igen vonzó, de egyben veszedelmes hely: a sok-sok takarmányt egy hatalmas, fekete kandúr, Krampusz őrzi. Vili ugyan felriasztja a csapatot a macska közeledtére, azonban azok faképnél hagyják, és őt teszik meg felelősnek Krampusz felébresztéséért. Mindennek tetejébe Cipúr furcsán viselkedik: túlzottan is megsértődik a szökés miatt, és valamiféle varázsszerről beszél, meg arról, hogy Vili hazudott neki. Az este folyamán hősünk kideríti, hogy mi lelte mesterét: egy kocsma pincéjében két alkoholista patkány beszélte tele a fejét és itatta le a csalódott, vén verebet. Vili hazacipeli a viharos szélben az öreget, azonban ő részegen elűzi.
Vili végül az egyik csapattag, Csiperke fészkében éjszakázik, és az éj múltával felkerekedik, hogy szembenézzen Spagyival. Amikor nem engedi, hogy büntetésből tollfosszák, még meg is verekszik a fővezérrel, akit annak rendje és módja szerint legyőz, ezáltal ő válik a csapat vezetőjévé. Közben Verbéna is megjelenik a színen, ám Vili ahelyett, hogy hagyná magát emberré változtatni, visszatér a Lómezőre a csapattal, hogy megszerezze a verebek számára a területet. Ügyes terve beválik, és Krampuszt sikerül kivonni a forgalomból – mindaddig, amíg a végig Vilire vadászó, és korábban Krampusszal összebarátkozó Cili ki nem szabadítja a kandúrt. Már majdnem az egész bandát sikerül leterítenie a zord macskának, amikor befut Cipúr, végül pedig Verbéna, és megmenti a madarakat. A tündér úgy dönt, hogy az immár felelősségteljessé vált Vilire ruházza a tündérséget, és Cipúrral együtt emberré változtatja. Az öregemberré változó veréb Verbénával tart, a megjavult Vili pedig örömmel látja el új feladatát – és még Cilivel is kibékülnek.

## Kritika
A Filmvilág 1989 májusi száma közölt kritikát a rajzfilmről, amelyben a történetet igen egyszerűnek értékeli: Vili rosszalkodik, erre büntetést kap; alapvetően azonban jó gyerek, így a történet végére megjavul, és a rosszak megbűnhődnek. Az értékelés szerint a szereplők földhözragadtak: a tündér kétbalkezes, Vili segítője, Cip úr, egyszerűen buta és hiszékeny, a verebek lumpentársadalomban élnek, és a Klauzál téri helyszín sem vonzó környék a verebek szemszögéből. A rajzfilm szövege ugyancsak elmaradt a Nepp Józseftől elvárt színvonaltól, és egyetlen erényként a rajzok jóságát emeli ki. Összegzésként kijelenti, hogy a film „nem tanít szárnyalásra”.

## Gyártás
A figurák elkészítésében a rendezőn és a forgatókönyvírón túl a film animátorai közül Bánki Katalin és Uzsák János is tevékeny részt vállaltak, illetve a figurák megszólalásáért felelő Turián György, a Magyar Rádió rendezője.
- Rendezte: Gémes József
- Írta: Nepp József
- Dramaturg: Dargay Attila
- Zenéjét szerezte: Pethő Zsolt
- Dalszöveg: Hajnal István
- Operatőr: Losonczy Árpád, Nemes Erzsébet, Varga György
- Hangmérnök: Kiss László, Nyerges András Imre, Zsebényi Béla
- Hangrendező: Turián György
- Vágó: Hap Magda
- Vágóasszisztens: Völler Ágnes
- Negatívvágó: Tóth Zsuzsa
- Háttér: N. Csathó Gizella, Nepp József, Otepka Tímea
- Grafikai tervezők: Bánki Katalin, N. Csathó Gizella, Gémes József, Nepp József, Uzsák János
- Mozdulattervezők: Ádám László, Bánki Katalin, Éber Magda, Foky Emmi, Jenkovszky Iván, Kiss Ilona, Kovács István, Lugosi Károly, Matsa Piroska, Olajos Beáta, Schibik József, Sostarics Yvette, Szabados István, Szalay Edit, Tikovits János, Uzsák János, Vas Zoltán, Zsilli Mária
- Rajzolták: Balassa Judit, Czigány Enikő, Csatai József, Csóka Melinda, Domokos Adrienn, Durucz Nikolett, Erdélyi Szilvia, Fodor Gábor, Gyarmathy Ildikó, Havas Péter, Horváth Ágnes, Kálmán Klára, Kovács Ágnes, Kovács Éva, Kriskó Katalin, Matyi Gábor, Móré Katalin, Nyírő Erzsébet, Prunner Gabriella, Révész Gabriella, Riha Erika, Rimanóczy Andrea, Seregi Katalin, Tóth Bernadett, Vígh Annamária, Wágner Judit, Wieser Zsuzsa, Zsebényi Mária
- Festették: Balla Gábor, Bangó Gabriella, Barsi Gizella, Buza Magdi, Dávid Éva, Demcsák Júlia, DobanovacskiKatalin, Eötvös Zsuzsa, Gonda Gizella, Gyökössy Kati, György Eszter, Hold Gabriella, Kapusi Katalin, Károlyi Borbála, Katona Edit, Kirkovits Andrea, Kocsis Erika, Körmöci Judit, Kövér Edina, Magda Ildikó, Molnár Jutka, Máté Mária, Nagy Erzsébet, Nemes Beatrix, Pancsák Edit, Siba Andrea, Szabó Judit, Szili Mariann, Sziráki Krisztina, Vadász Annamária, Varga Anikó és még sokan mások
- Rendezőasszisztens: Kő Edit, Pintér Erzsébet
- Színes technika: Bederna András
- Gyártásvezető: Marsovszky Emőke
- Produkciós vezető: Sárosi István
- Tanácsadó: Bartók István

- A laboratóriumi munkák a Magyar Filmlaboratórium Vállalatnál készültek.
- A Pannónia Filmstúdió készítette.

Forrás:

## Szereplők
- Vili, a verébbé változott fiú: Igaz Levente
- Verbéna, a tündér: Tolnay Klári
- Cip úr, az idős veréb: Székhelyi József
- Cili, a macska: Esztergályos Cecília
- Spagyi, a főveréb: Usztics Mátyás
- Csures, Spagyi alvezére: Gyabronka József
- Krampusz, a kandúr: Szilágyi Tibor
- Füles, Vili húga: Kárász Eszter
- Csiperke, veréblány: Hűvösvölgyi Ildikó
- Csiri, veréblány: Kilin Ildikó
- Sunya, közveréb: Bor Zoltán
- Guri, közveréb: Tihanyi Péter
- Züfec, a haspók közveréb: Hatfaludy István
- Degesz, az egyik részeges patkány: Benkóczy Zoltán
- Zsozsó, a másik részeges patkány: Suka Sándor
- A kocsma csaposa: Farkas Antal
- A Lómező portása: Komlós András

## Betétdalok
| Dal                 | Előadó                                                      |
| ------------------- | ----------------------------------------------------------- |
| Tanulási dal        | Varga Péter                                                 |
| Repülni oly jó      | Színház- és Filmművészeti főiskola Gyermekkórus             |
| Nincsenek új csodák | Victor Máté Színház- és Filmművészeti főiskola Gyermekkórus |

## Televíziós megjelenések
- HBO, TV-1 / M1, Duna TV, TV-2 / M2 (korábban), RTL Klub, SATeLIT, Filmmúzeum, ATV
- M2 (később)